# 모도 (래퍼)
모도는 대한민국의 래퍼다. 2020년 정규 앨범 《蟲》으로 정식 데뷔했다.

## 방송
- 마이크 스웨거 5 (2019)
- 하고싶은말을해라 2 (2021) - Top20
- 랩컵 (2024) - Top8(7위)

## 음반
- 蟲 (2020)
- 초시간:시계봐 늘 (EP)
- Canopy (2023)